# Sergeevita
La sergeevita és un mineral de la classe dels carbonats. Rep el seu nom d'Evgeneii Mikhailovich Sergeev (1924-), professor de geologia.

## Característiques
La sergeevita és un carbonat de fórmula química Ca₂Mg11(CO₃)9(HCO₃)₄(OH)₄•6H₂O. La seva duresa a l'escala de Mohs és 3,5.
Segons la classificació de Nickel-Strunz, la sergeevita pertany a «05.D - Carbonats amb anions addicionals, amb H₂O, amb cations grans i de mida mitjana» juntament amb els següents minerals: alumohidrocalcita, nasledovita, paraalumohidrocalcita, dresserita, dundasita, montroyalita, estronciodresserita, petterdita, kochsandorita, hidrodresserita, schuilingita-(Nd) i szymanskiïta.

## Formació i jaciments
Va ser descoberta a la mina d'estany Malyi Mukulan, situada al dipòsit de molibdè i wolframi de Tyrnyauz, a la vall de Baksan, a la república Kabardino-Balkària, al Caucas del Nord (Rússia). Es tracta de l'únic indret on ha estat descrita aquesta espècie mineral.